# Crèvecœur-en-Auge
Crèvecœur-en-Auge és un municipi francès situat al departament de Calvados i a la regió de Normandia. L'any 2007 tenia 520 habitants.

## Demografia

### Població
El 2007 la població de fet de Crèvecœur-en-Auge era de 520 persones. Hi havia 194 famílies de les quals 48 eren unipersonals (16 homes vivint sols i 32 dones vivint soles), 53 parelles sense fills, 69 parelles amb fills i 24 famílies monoparentals amb fills.
La població ha evolucionat segons el següent gràfic:
Habitants censats

### Habitatges
El 2007 hi havia 227 habitatges, 202 eren l'habitatge principal de la família, 10 eren segones residències i 15 estaven desocupats. 218 eren cases i 9 eren apartaments. Dels 202 habitatges principals, 96 estaven ocupats pels seus propietaris, 102 estaven llogats i ocupats pels llogaters i 3 estaven cedits a títol gratuït; 3 tenien una cambra, 12 en tenien dues, 40 en tenien tres, 73 en tenien quatre i 74 en tenien cinc o més. 132 habitatges disposaven pel capbaix d'una plaça de pàrquing. A 111 habitatges hi havia un automòbil i a 58 n'hi havia dos o més.

### Piràmide de població
La piràmide de població per edats i sexe el 2009 era:
| Homes | Edats   | Dones |
| ----- | ------- | ----- |
| 0     | 95 o +  | 0     |
| 0     | 90 a 94 | 0     |
| 0     | 85 a 89 | 12    |
| 0     | 80 a 84 | 12    |
| 8     | 75 a 79 | 8     |
| 16    | 70 a 74 | 20    |
| 16    | 65 a 69 | 12    |
| 16    | 60 a 64 | 4     |
| 8     | 55 a 59 | 8     |
| 12    | 50 a 54 | 16    |
| 20    | 45 a 49 | 24    |
| 16    | 40 a 44 | 4     |
| 20    | 35 a 39 | 20    |
| 12    | 30 a 34 | 16    |
| 20    | 25 a 29 | 24    |
| 8     | 20 a 24 | 12    |
| 32    | 15 a 19 | 8     |
| 28    | 10 a 14 | 8     |
| 8     | 5 a 9   | 12    |
| 4     | 0 a 4   | 24    |

## Economia
El 2007 la població en edat de treballar era de 300 persones, 219 eren actives i 81 eren inactives. De les 219 persones actives 187 estaven ocupades (104 homes i 83 dones) i 31 estaven aturades (23 homes i 8 dones). De les 81 persones inactives 23 estaven jubilades, 20 estaven estudiant i 38 estaven classificades com a «altres inactius».

### Ingressos
El 2009 a Crèvecœur-en-Auge hi havia 195 unitats fiscals que integraven 477 persones, la mediana anual d'ingressos fiscals per persona era de 14.495 €.

### Activitats econòmiques
Dels 25 establiments que hi havia el 2007, 1 era d'una empresa extractiva, 1 d'una empresa alimentària, 2 d'empreses de fabricació d'altres productes industrials, 2 d'empreses de construcció, 8 d'empreses de comerç i reparació d'automòbils, 1 d'una empresa de transport, 3 d'empreses d'hostatgeria i restauració, 1 d'una empresa financera, 1 d'una empresa immobiliària, 2 d'empreses de serveis, 1 d'una entitat de l'administració pública i 2 d'empreses classificades com a «altres activitats de serveis».
Dels 15 establiments de servei als particulars que hi havia el 2009, 1 era una oficina de correu, 1 una oficina bancària, 3 tallers de reparació d'automòbils i de material agrícola, 2 fusteries, 1 lampisteria, 2 perruqueries, 2 veterinaris, 2 restaurants i 1 agència immobiliària.
Dels 5 establiments comercials que hi havia el 2009, 1 era una botiga de més de 120 m², 1 una botiga de menys de 120 m², 1 una fleca i 2 floristeries.
L'any 2000 a Crèvecœur-en-Auge hi havia 8 explotacions agrícoles.

## Equipaments sanitaris i escolars
L'únic equipament sanitari que hi havia el 2009 era una farmàcia.
El 2009 hi havia una escola elemental.

## Poblacions més properes
El següent diagrama mostra les poblacions més properes.